# Betty BBQ

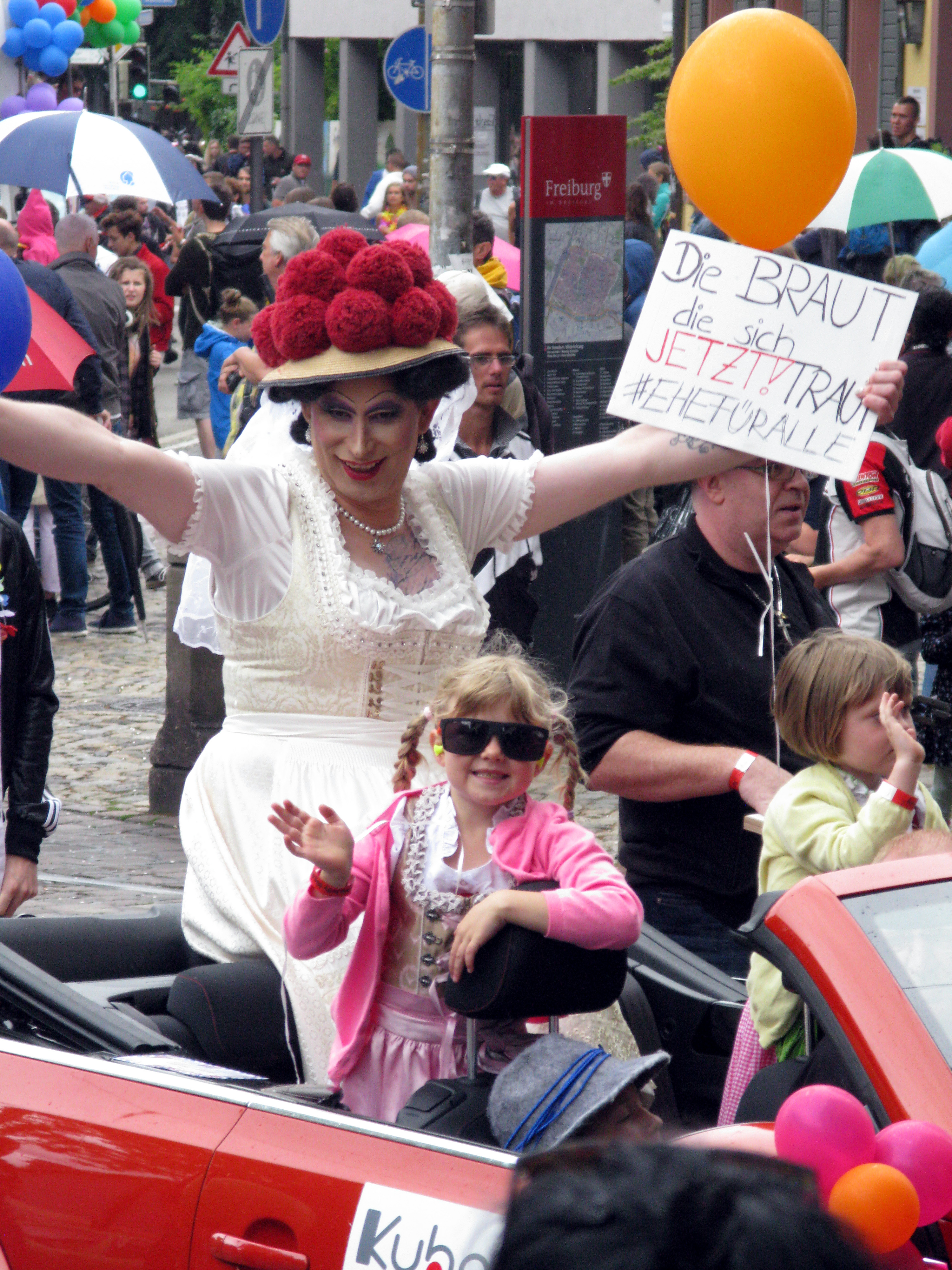
Betty BBQ beim Freiburger CSD 2017

Betty BBQ ist eine Dragqueen und Entertainerin aus Freiburg im Breisgau. Ihr Erkennungszeichen ist der rote schwarzwälder Bollenhut. Im Jahr 2019 war sie eine der neun Jubiläumsbotschafter der Stadt Freiburg anlässlich des 900-jährigen Stadtjubiläums 2020.
Eine öffentliche Verwendung ihres bürgerlichen Namens lehnt die Travestie-Künstlerin ab. Betty BBQ beschreibt die Privatperson hinter der Kunstfigur selbst als „homosexuell lebenden und liebenden, biologischen Mann“. 

## Entstehungsgeschichte
Nach eigenen Aussagen erlebte Betty BBQ als heranwachsender Junge aufgrund des „Anders-seins“ und der eigenen Homosexualität in einem Dorf im Schwarzwald stets Ausgrenzung in Schule, Vereinen und Dorfleben. Ihre Tätigkeit als Drag Queen habe ihr die als Kind verwehrte Heimat erst wieder zugänglich gemacht.
Die Figur Betty BBQ entstand aus der wiederholten Teilnahme in wechselnden Frauenrollen beim Kostümwettbewerb des Freiburger Ball Verqueer im Rahmen der Freiburger Fasnet. Nach mehreren Auftritten als Betty BBQ zu verschiedenen Anlässen hatte sie ihren ersten Auftritt als Schwarzwald-Mädel anlässlich des Ganter Oktoberfestes im Jahr 2013. Seit 2015 veranstaltet und führt sie City-Touren durch Freiburg.

## Politisch-gesellschaftliches Engagement

### Queer-politisches Engagement

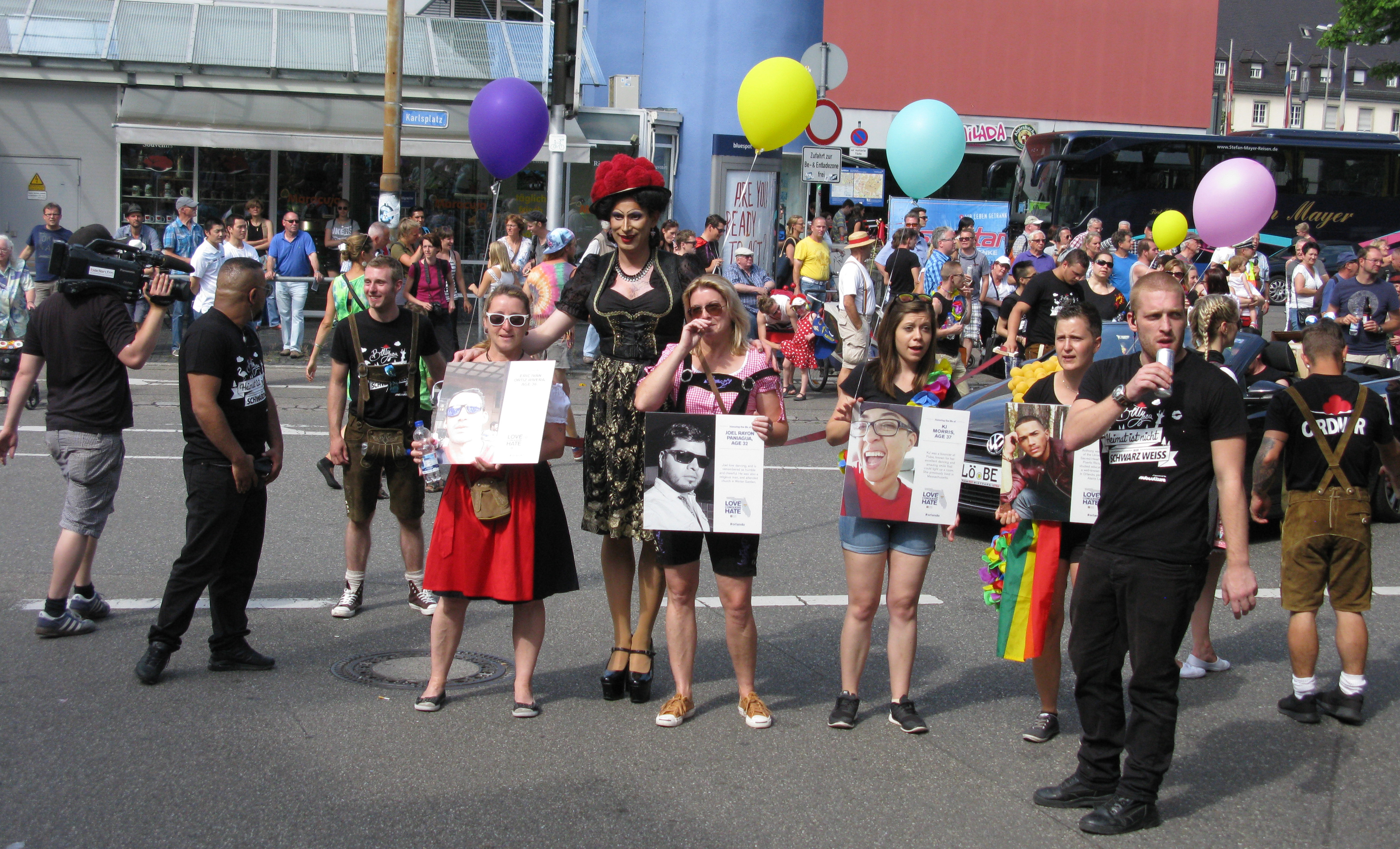
Betty BBQ auf dem Christopher Street Day in Freiburg, 2016

Betty BBQ tritt auf Christopher Street Days auf. Bei der Aidshilfe Freiburg engagierte sie sich 2019 für das Präventionsprojekt GentleMan der Aids-Hilfe Baden-Württemberg, für das sie das Online-Magazin Betty will’s wissen moderierte. Anlässlich des 100. Jubiläums von Das lila Lied veröffentlichte Betty BBQ eine von ihr produzierte Neuauflage des Songs, interpretiert von der Freiburger Band Hairball Remedy.

### Regional-gesellschaftliches Engagement
2021 nahm sie mit dem Sänger Schromme Schlachtschiff das Lied Unser Stadion auf, das das im Bau befindliche Freiburger Fußballstadion und den SC Freiburg feiert. Im Musikvideo des Fansongs SC Freiburg vor! der Gruppe Fisherman’s Fall, das im Oktober 2021 erschien, hatte Betty BBQ ebenfalls einen Auftritt. Seit dem Jahr 2021 war Betty BBQ Stiftungsbotschafterin der Matthias-Ginter-Stiftung, die geistig, körperlich und sozial benachteiligte Kinder und Jugendliche im Raum Freiburg unterstützt. Mittlerweile wird sie aber nicht mehr auf der Internetseite der Stiftung als Kooperationspartnerin aufgeführt.

### Homophobe Übergriffe auf Betty BBQ
In der Silvesternacht 2016 wurde Betty BBQ in Freiburg Opfer eines homophoben Angriffs am Freiburger Bertoldsbrunnen. Da in der gleichen Nacht zwei weitere schwule Männer vor einer Freiburger Bar angegriffen wurden, fand am 8. Januar 2016 eine Demonstration in der Freiburger Altstadt statt, bei der sich rund 800 Teilnehmer solidarisierten.
Am 6. August 2020 wurde Betty BBQ abermals Opfer eines homophoben Übergriffs. Betty BBQ war auf dem Weg zu Filmaufnahmen und der eigenen Stadtführung, als ein junger Mann sie auf der Freiburger Kaiser-Joseph-Straße physisch und verbal bedrohte. Der Umstand, dass dies nachmittags vor Passanten geschah, löste Diskussionen über eine Verrohung der Gesellschaft in Freiburg aus.

## Mediale Präsenz in Funk und Fernsehen
Einem größeren Publikum wurde Betty BBQ 2014 als Kandidatin beim Schwarzwaldcamp von Hitradio Ohr bekannt, dem regionalen Pendant des Dschungelcamps.
Fernsehauftritte hatte sie u. a. bei Talk am See im SWR Fernsehen mit Gaby Hauptmann, bei WDR Reisen und bei Die Superhändler. Betty BBQ moderierte außerdem zusammen mit Markus Knoll die Schatzsuche auf dem Feldberg des Schwarzwaldradios.

## Ehrungen
- Trägerin des 18. Ordens Freundeskreis Herrenelferrat der Breisgauer Narrenzunft
- 2018: Ehrenmitglied der Narrhalla in Rottweil[29]
- 2020: TripAdvisor, Travellers Choice-Preis[30]

## Singles
- 2019: Zick, Zack, Zwiebel – Betty BBQ feat. Partytier[31][32]
- 2021: Unser Stadion – Betty BBQ & Schromme Schlachtschiff